# Đurđic (żupania bielowarsko-bilogorska)
Đurđic – wieś w Chorwacji, w żupanii bielowarsko-bilogorskiej, w gminie Ivanska. W 2011 roku liczyła 203 mieszkańców.